# Фасцишова
Фасцишова (пол. Faściszowa) — село в Польщі, у гміні Заклічин Тарновського повіту Малопольського воєводства.
Населення — 662 особи (2011).
У 1975-1998 роках село належало до Тарновського воєводства.

## Демографія
Демографічна структура станом на 31 березня 2011 року:
|          | Загалом | Допрацездатний вік | Працездатний вік | Постпрацездатний вік |
| -------- | ------- | ------------------ | ---------------- | -------------------- |
| Чоловіки | 328     | 96                 | 213              | 19                   |
| Жінки    | 334     | 78                 | 206              | 50                   |
| Разом    | 662     | 174                | 419              | 69                   |